# Andrzej Bouman-Zaleski
Andrzej Bouman-Zaleski herbu Godziemba – miecznik ziem pruskich w latach 1623–1643.
Był elektorem Władysława IV Wazy z województwa pomorskiego w 1632 roku.